# David Fritz Goeppinger
David Fritz Goeppinger est un auteur et un photographe franco-chilien né le 14 février 1992 à Pucón, dans le sud du Chili. Il a fait partie des spectateurs pris en otage par des terroristes ayant semé la mort au Bataclan le 13 novembre 2015.

## Biographie

### Jeunesse
À 4 ans, en octobre 1996, David Fritz Goeppinger s’envole au-dessus de l’Atlantique avec sa mère Ximena pour rejoindre son père, parti un peu plus tôt travailler en France. La famille pose ses valises chez les grands-parents de David, installés dans une cité HLM d’Athis-Mons, dans l’Essonne. Trois ans seront nécessaires pour régulariser leur situation administrative.

### Parcours - Carrière
En classe de 3e, David Fritz Goeppinger commence à se passionner pour la photographie grâce à "28 millimètres. Portrait d’une génération" et "Face 2 Face", des séries de clichés réalisées par l’artiste JR et Ladj Ly. Après obtention d’un BEP électrotechnique, il intègre en septembre 2010 le CAP photographie du lycée Brassaï, dans le XVe arrondissement de Paris. Le cadre scolaire ne lui convenant pas, il quitte cette formation l’année suivante, mais parvient à intégrer en tant que stagiaire l’Agence France-Presse (AFP) et Abaca Press qui publient ses premières photos.
David Fritz Goeppinger enchaîne ensuite les petits boulots alimentaires jusqu'à devenir barman, en 2014, dans un établissement du 5e arrondissement de Paris, situé à deux pas du Panthéon. Il y fait la connaissance de Doris, qui deviendra plus tard son épouse.

### Attentats de novembre 2015: otage au Bataclan
Invité par un ami, David Fritz Goeppinger se rend le 13 novembre 2015 au concert du groupe de rock américain Eagles of Death Metal, programmé ce soir-là au Bataclan. À 21h47, tout bascule quand la salle de concert est investie par trois terroristes, missionnés dans le cadre d’attaques coordonnées à Saint-Denis et à Paris. Avec leurs fusils d’assaut type Kalachnikov, ils tuent 90 spectateurs, en blessent plusieurs centaines d’autres.
Lors de cette attaque meurtrière, revendiquée plus tard par l’organisation terroriste État islamique, David Fritz Goeppinger fait partie de la dizaine d’otages réunis par deux des trois djihadistes dans un étroit couloir à l’étage du Bataclan. Au bout de 2h30, peu après minuit, les deux assaillants équipés de ceintures explosives trouvent la mort durant l’intervention menée par des hommes de la BRI et du Raid. David Fritz Goeppinger s’en sort sans blessures graves, mais présente vite des signes de stress post-traumatique. Il bénéficie d’un suivi psychologique dans le cadre de Cellule d'urgence médico-psychologique déployée à la suite des attentats. Pendant ce temps, lui et les autres anciens otages se retrouvent et nouent amitié. Plus tard, ils se trouvent un nom : les «Potages», à la fois «potes» et ex-«otages».

### Témoignages et projets
David Fritz Goeppinger, apporte son témoignage par le biais du documentaire en trois volets chronologiques 13 novembre: Fluctuat nec mergitur. Réalisé par Jules et Gédéon Naudet, il est diffusé dès juin 2018 sur la plateforme Netflix.
Dans son livre Un jour dans notre vie, publié en octobre 2020 chez Pygmalion, David Fritz Goeppinger raconte plus en détails son expérience traumatique et son évolution dans le temps qui suit l'attentat. Il y évoque également chacune des étapes de vie à travers lesquelles il passe, notamment sa rencontre avec les hommes de la BRI  et son accession à la citoyenneté française lors d’une cérémonie organisée le 6 juillet 2017 au Panthéon,. La même année, l’auteur et ex-otage, qui se confie alors à la presse, co-réalise également avec Frédéric Tonolli : Pris au piège: Le Bataclan, un documentaire de 52 minutes diffusé le 13 novembre 2020 sur la chaîne RMC Story.
Près d’une année passe et David Fritz Goeppinger participe activement au procès des attentats du 13 novembre 2015, qui débute le 8 septembre 2021 devant la cour d’assises spéciale de Paris. Jusqu’au verdict, prononcé le 29 juin 2022 au terme de 148 jours d’audience, il s’y rend très régulièrement en tant que partie civile, mais aussi comme chroniqueur pour le site internet de France info dans lequel il s'exprime quotidiennement via un journal de bord du procès, illustré de photos réalisées aux abords et à l’intérieur même du Palais de Justice de Paris. Pour sa collaboration avec France Info autour de la série de podcast précédant le procès des attentats du 13 novembre 2015, David Fritz Goeppinger et toute l'équipe ayant élaboré le projet ont été récompensés du Prix Argent pour la meilleure enquête par le magazine hebdomadaire Stratégies,.
David Fritz Goeppinger poursuit encore aujourd’hui son activité de photographe et d'écrivain et dédie une partie de son temps à organiser des actions éducatives auprès des lycéens aux côtés de Association française des victimes du terrorisme.

## Distinction
Distingué de la médaille de reconnaissance aux victimes du terrorisme le 4 novembre 2018.

## Publications

### Ouvrages
- Un jour dans notre vie, Paris, Pygmalion, 14 octobre 2020, 272 p.  (ISBN 978-2-756-43300-4)
- Préface de Forces spéciales et unités d'élite, Éditions Editis, 29 juin 2022, 288 p.  (ISBN 978-2263179907)

- Forces spéciales et unités d'élite, au coeur de leurs émotions, Éditions Editis, 12 octobre 2023, 240 p. (ISBN 978-2263183638)

### Participations
- Lettre pour le Huffington Post - Survivant du Bataclan, voici comment j'ai vécu le (dé)confinement[22].
- Lettre pour Rock’N’Folk - Édition de novembre 2021 :“Aux salles de concerts”

- France Info - Procès du 13-Novembre : le journal de bord d'un ex-otage du Bataclan[23], Septembre 2021 à Juin 2022
- Lettre pour Le Monde - Attentats du 13-Novembre : six parties civiles racontent « leur » procès : “Le 35e Jour”[24], 29 juin 2022
- Tribune à trois mains pour Libération - Attentats du 13-novembre : “Le procès a réanimé nos cœurs tels qu’ils battaient avant le 13 novembre 2015”[25] co-écrite avec Arthur Dénouveaux et Aurélie Silvestre
- Urban Terrorism in Contemporary Europe: Remembering, Imagining and Anticipating Violence, Katharina Karcher, Yordanka Dimcheva, Mireya Toribio Medina et Mia Parkes, 29 juillet 2024 (ISBN 978-3031537882)

### Apparitions dans des documentaires ou œuvres de fiction
- Fluctuat Nec Mergitur, documentaire produit par No School Productions et Propagate[26] réalisé par Jules Naudet  et Gédéon Naudet, pour Netflix, 2018

- Pris au piège : Le Bataclan, documentaire de Frédéric Tonolli et David Fritz Goeppinger, RMC Story, 13 novembre 2020
- Emmanuel Carrère, V13 P.O.L, août 2022  (ISBN 978-2-8180-5606-6)
- « Antigang », par Emmanuel Hamon (réalisateur) pour Canal+, octobre 2023
- 13 novembre, l’audience est levée, documentaire produit par Kuiv Productions, France Télévisions, Procirep-Angoa et le CNC, réalisé par Jean-Baptiste Péretié pour France Télévisions, 12 novembre 2023
- Dans plusieurs articles parus début 2024[27], le réalisateur français Jean-Xavier de Lestrade a indiqué avoir entamé un projet de série fiction concernant "sept survivants des attaques, qui ont été retenus en otage au premier étage de la salle, dans un petit couloir, pendant plus de deux heures." [28]